# Rheinische Karnevals-Korporationen
Der Rheinische Karnevals-Korporationen e. V. (RKK) mit Sitz in Koblenz ist ein karnevalistischer Bundesverband mit über 1400 angeschlossenen Vereinen aus den Bereichen Karneval, Brauchtum, Gardetanz und Musik. Sein Wirkungsgebiet umfasst  Rheinland-Pfalz, Nordrhein-Westfalen, Hessen, das Saarland, Bayern und Baden-Württemberg. Zudem sind Karnevalsvereine aus Luxemburg, Belgien und den Niederlanden Mitglied in den RKK.
Zweck ist die Förderung und der Erhalt des Brauchtums Karneval. Dies soll durch die Förderung freundschaftlicher Beziehungen zwischen den Vereinen auf eigenen Messen, Tagungen und Veranstaltungen (RKK-Prinzentreffen, RKK-Kinderprinzentreffen, RKK-Möhnentreffen und die RKK-Gala) erreicht werden. Der Verein gibt die vierteljährlich erscheinende Vereinszeitschrift „Die Bütt“  heraus. Zusätzlich werden überregionale Freundschaftsturniere, Landesmeisterschaften und die Deutschen Meisterschaften im karnevalistischen Gardetanzsport veranstaltet.

## Geschichte
Der RKK wurde am 21. Juni 1959 unter dem Namen „Regionalverband Karnevalistischer Korporationen Rhein-Mosel-Lahn e.V.“ zunächst als Landesverband im Bund Deutscher Karneval (BDK) gegründet. 1972 erfolgte eine Trennung vom BDK mit noch 27 angeschlossenen Vereinen von ursprünglich 64 Vereinen im Gründungsjahr.
Im Jahr 1976 wurde der Sitz des Verbandes nach Koblenz verlegt. Im gleichen Jahr wurde erstmals Die Bütt als verbandseigenes Organ herausgegeben. 1983 wurden die ersten Rheinland-Pfalz-Meisterschaften im karnevalistischen Tanzsport, heute Gardetanz, unter Schirmherrschaft des Staatsministers Rudi Geil ausgeführt, die seitdem jährlich durchgeführt werden. Dafür wurden eigens verbindliche Richtlinien für deren Bewertung verfasst.
1984 fand erstmals die Wahl eines RKK-Funkenmariechens (jährlich) aus den Reihen der angeschlossenen Vereine statt. Im selben jahr wurden auch erstmals die Verdienstmedaillen des Verbandes in Gold, Silber und Bronze für verdiente Karnevalisten verliehen. 1986 wurde das Verbandsgebiet neu geordnet und orientiert sich seitdem in etwa an den Landesgrenzen. Dadurch erhielten die nun 24 Bezirke auch jeweils einen ortsnahen Bezirksvorsitzenden.
1987 wurde der erste RKK-Musik-Tag in Mayen ausgerichtet. Dieser findet nun jährlich an wechselnden Veranstaltungsorten statt. 1989 fand der erste RKK-Tag (dreijährlich) in Zell (Mosel) als größtes Freundschaftstreffen für Karnevalisten mit 169 Vereinen und rund 8000 Personen und über 15.000 Zuschauern statt. 1990 erlangen Karnevals- und Fastnachtsvereine die Gemeinnützigkeit, was auf eine Resolution an den Mainzer Landtag durch den RKK aus dem Jahr 1986 hervorgeht.
1999 wurde dem RKK für „Die Bütt“ der Fachmedienpreis 1998 als bestes Fach-Magazin in Sachen Karneval in Deutschland durch den deutschen Journalistenverband verliehen. 2001 erfolgte die Aufnahme des tausendsten Mitgliedsvereins.
Auf der Jahreshauptversammlung am 15. Oktober 2005 in Bad Marienberg wurden die Grenzen geöffnet, so dass heute alle Vereine des deutschen Sprachraumes, die Karneval, Fastnacht und den Gardetanzsport betreiben, Mitglied werden können. Dies wird verdeutlicht durch eine Änderung des Verbandsnamens in Rheinische Karnevals-Korporationen e.V. – Sitz Koblenz.
In Zusammenarbeit mit dem Sportministerium Mainz veranstaltet der RKK offizielle Landesmeisterschaften im Gardetanzsport in Rheinland-Pfalz mit dem gemeinsam mit dem BDK gegründeten Landesverband für Gardetanzsport im jeweiligen Landessportbund.
Im Dezember 2006 benannte sich der RKK auf Beschluss der Hauptversammlung um in „Rheinische Karnevals-Korporationen e.V.“.
Seit 2007 gibt es offizielle Landesmeisterschaften im Gardetanz (karnevalistischer Tanzsport) in Hessen, Nordrhein-Westfalen, Rheinland-Pfalz, Saarland und Baden-Württemberg. Die jeweiligen Sieger ermitteln Ende jeden Jahres die Deutschen Meister im Gardetanzsport der Kinder, Junioren und Senioren.

## Leitung
Präsidenten waren bzw. sind:
- Walter Meyer, 1959–1965
- Peter Seelig, 1965–1974
- Ortwin Seidler, 1974–1985
- Peter Schmorleiz, 1985 – 20. Oktober 2007
- Peter Müller, 20. Oktober 2007 – 19. September 2013
- kommissarisch bis zur Mitgliederversammlung am 26. Oktober 2013: Willi Fuhrmann und Hans Mayer
- Peter Schmitz-Hellwing 26. Oktober 2013 – 31. August 2014
- kommissarisch bis zur Mitgliederversammlung am 11. Oktober 2014: Willi Fuhrmann und Hans Mayer
- Hans Mayer, 11. Oktober 2014 – 20. September 2024
- Daniel E. Marx, seit 26. Oktober 2024